# Ghiannis Ritsos
Ghiannis Ritsos (in greco: Γιάννης Ρίτσος; Monemvasia, 1º maggio 1909 – Atene, 11 novembre 1990) è stato un poeta greco.

Firma di Ghiannis Ritsos.

Ritsos è considerato uno dei più grandi poeti greci del ventesimo secolo, insieme a Konstantinos Kavafis, Kostis Palamas, Giorgos Seferis ed Odysseas Elytīs. Il poeta transalpino Louis Aragon, prefacendo l'edizione francese di Pietre Ripetizioni Sbarre (Gallimard, Parigi 1971), ha sostenuto che Ritsos fosse «il più grande poeta vivente di questo tempo che è il nostro». Ritsos è stato proposto 9 volte, senza successo, per il Premio Nobel per la Letteratura. Quando il poeta vinse il Premio Lenin per la pace, assegnatogli nel 1975-76, egli dichiarò che "questo premio è più importante per me rispetto al Premio Nobel".
La sua poesia è stata spesso vietata in Grecia durante le fasi di regime autoritario per le idee di sinistra del poeta e la sua vicinanza politica al partito comunista greco (KKE). Le maggiori opere del poeta includono Trattore (1934), Piramidi (1935), Epitaffio (1936) e Veglia (1941–1953).
Ritsos ha principalmente scritto poesie dall'intento politico, "servendo il comunismo con la sua arte". Una delle sue poche opere che differiscono da questo tema politico è La sonata al chiaro di luna.
(La sonata al chiaro di luna [1956], in Quarta dimensione, vv. 33-36)

## Biografia

L'abitazione laconica di Ritsos.

Nato il 1º maggio 1909 a Monemvasia, nel Peloponneso, Ritsos è il quarto e ultimo figlio di una famiglia di proprietari terrieri. Bambino precoce, inizia a scrivere i suoi primi componimenti all'età di otto anni, coltivando al contempo la passione per la musica e la pittura, forme d'arte alle quali resterà fedele per l'intera sua vita. L'infanzia e la giovinezza di Ghiannis, tuttavia, sono presto scosse da lutti e malattie: il fratello e la madre moriranno di tubercolosi, mentre il padre (consumato dalla ludopatia, che costerà alla famiglia il disastro economico) e la sorella finiranno ricoverati in un istituto psichiatrico.
Desideroso di ricevere un'istruzione universitaria, si trasferisce, nel 1925, ad Atene, ma, a causa delle scarse sostanze economiche, è costretto a rinunciare agli studi. Per vivere, dunque, Ghiannis si impiega come dattilografo e come copista per una banca. 
Colpito, nel 1926, dalla tubercolosi, trascorre tre anni in sanatorio, durante i quali matura la sua adesione al marxismo. Dimesso dal sanatorio, si impegna nella direzione della sezione artistica di un'organizzazione legata al Partito Comunista, curando gli allestimenti teatrali di spettacoli cui prenderà parte anche come attore. 
E alla carriera attoriale si dedicherà, a partire dal 1933, per diversi anni, svolgendo attività di ballerino e di comparsa nel teatro ateniese di Kypseli e in quello Nazionale, senza rinunciare all'impegno politico e alla prediletta vocazione poetica. Così, nel 1934, vede la luce la raccolta Trattore , in cui prevalgono le tinte fosche e un crepuscolarismo di maniera, seguita subito, già nel 1935, da un'altra intitolata Piramidi. Le raccolte, di contenuto sociale, sono entrambe caratterizzate — come ha evidenziato Nicola Crocetti — da una forte «ispirazione umanitaria».
Nel 1936 la sua poesia ha una svolta: il poema Epitaffio, ispirato dalla morte di un manifestante, chiude una prima fase del suo lavoro, mentre testi come Lo straniero, quasi contemporanei, mostrano, con i segni della sua adesione alla poesia d’avanguardia, un uso più frequente del processo analogico e associativo, e una parallela preferenza per temi più luminosi e sereni.
Durante la dittatura di Ioannis Metaxas, La canzone per mia sorella (1937, nt) fu letta come un testo di resistenza passiva.
Con la seconda guerra mondiale prese parte alla resistenza e dal 1948 al 1952 subì il campo di concentramento e il confino. Dopo il colpo di stato del 1967 fu nuovamente deportato e torturato, e solo in seguito alla protesta internazionale fu posto, gravemente malato, in libertà vigilata, a Samos.    
Gli anni della guerra civile e delle persecuzioni politiche suggerirono a Ritsos poesie nelle quali egli afferma ostinatamente la sua fede nell’uomo e denuncia la repressione (Makronissos, 1957). 
Un nuovo ciclo ha inizio con La sonata al chiaro di luna (1956, nt): ampio monologo rivolto a una persona che tace. L’andamento discorsivo, che punta sulla durata e l’accumulazione, trova sbocco in questo modulo larvatamente teatrale, che sarà ulteriormente valorizzato grazie a nuovi temi: in Filottete, Crisotemi, Elena, Ismene, Oreste, Fedra la memoria del poeta si identifica con quella dei personaggi mitologici, uomini e donne che si sottraggono fino alle ultime conseguenze a un destino governato dagli dei, oppure antieroine che, proprio per la loro rassegnazione, il loro timore dell’azione, sono scelte a rappresentare i deboli, protagonisti dell’intera vicenda umana. 
Notevoli anche certe sue poesie brevi, incisive, come Diciotto canzonette della patria amara, Dodici poesie per Kavafis, Portineria (nt), Poesie di carta (nt). Tra le ultime raccolte: Monocordi (1980). Nel 1990 ha scritto per le scene un testo ispirato al mito di Persefone.

## Opere

### Raccolte poetiche
Scrittore particolarmente prolifico, Ritsos è autore di circa 150 raccolte poetiche, oggi ricomprese, per i tipi dell'editore ateniese Kedros, in quattordici volumi (ciononostante, molte sono ancora le opere inedite, alcune delle quali irrimediabilmente perdute, perché distrutte dallo stesso Ritsos). Fra le raccolte più significative, si distinguono:
- Trattore, 1934
- Piramidi, 1935
- Epitaffio, 1936
- Il canto di mia sorella, 1937
- Sinfonia di primavera, 1938
- La marcia dell'oceano, 1940
- Vecchia mazurca in ritmo di pioggia, 1943
- Prova, 1943
- Veglia, 1954
- Epitaffio e Makronissos, 1956
- La sonata al chiaro di luna, 1956
- Dodici poesie per Kavafis, 1963
- Filottete, 1965
- Oreste, 1966
- Elena, 1972
- Crisotemi, 1972
- Ismene, 1972
- Diciotto canzonette per la patria amara, 1973
- Poesie di carta, 1974
- Portineria, 1976
- Fedra, 1978

### Prose
Dal 1984 al 1986, Ristos si è dedicato alla pubblicazione, sempre per l'editrice Kedros, di 9 volumi di prose, intitolati Iconostasi di Santi anonimi (Εικονοστάσιο Ανωνύμων Αγίων).

### Traduzioni in italiano
- Erotica, trad. di Nicola Crocetti, Milano, Crocetti, 2002
- Il funambolo e la luna, trad. di Nicola Crocetti, introd. di Ezio Savino, Milano, Crocetti, 2005
- Delfi: la sonata al chiaro di luna, trad. di Nicola Crocetti, introd. di Moni Ovadia, Milano, Crocetti, 2012
- Quarta dimensione, trad. di Nicola Crocetti, introd. di Ezio Savino, Milano, Crocetti, 2013
- Il loggione, trad. ed introd. di Maria Carausi, Aiora edizioni, Atene, 2018
- Parte della produzione dell'autore è ricompresa nella crestomazia, curata da Nicola Crocetti e Filippomaria Pontani,  Poeti greci del Novecento, traduzioni di Filippo Maria Pontani, Nicola Crocetti e Filippomaria Pontani, Milano, Mondadori, 2010,  pp. 835-957, ISBN 978-88-04-48935-1.
- Ghiannis Ritsos, Pietre, ripetizioni, sbarre. Poesie 1968-1969, a cura di Nicola Crocetti, prefazione di Louis Aragon [1971], traduzione dal greco di Nicola Crocetti, Milano, Feltrinelli, 1978, ISBN non esistente.
  - Antologia ripubblicata nel 2004, per i tipi dell'editore Crocetti di Milano, ISBN 88-8306-077-6.